# Prospalta rubecula
Prospalta rubecula là một loài bướm đêm trong họ Noctuidae.